# Caularis jamaicensis
Caularis jamaicensis är en fjärilsart som beskrevs av Todd 1966. Caularis jamaicensis ingår i släktet Caularis och familjen nattflyn. Inga underarter finns listade i Catalogue of Life.